# Gymnobela pulchra
Gymnobela pulchra é uma espécie de gastrópode do gênero Gymnobela, pertencente a família Raphitomidae.